# Lim Sang-hyub
Đây là một tên người Triều Tiên, họ là Lim.
Lim Sang-Hyub (tiếng Hàn Quốc: 임상협; sinh ngày 8 tháng 7 năm 1988) là một cầu thủ bóng đá Hàn Quốc hiện tại thi đấu ở vị trí tiền vệ chạy cánh hay tiền đạo cho Busan IPark. Lim thường thi đấu ở vị trí tiền vệ chạy cánh trái, vị trí có thể giúp anh có các đường chuyền cắt bằng chân phải là chân thuận của anh. Anh nổi tiếng với tốc độ và sức chạy tốt từ trung tuyến.

## Sự nghiệp câu lạc bộ
Lim gia nhập Busan IPark từ Jeonbuk Motors trước mùa giải 2011, và anh nhanh chóng trở thành cầu thủ ra sân thường xuyên cho đội bóng. Anh khởi đầu mùa giải K League 2013 với phong độ ấn tượng, ghi 5 bàn trong 10 trận. Ngày 4 tháng 8 năm 2013, Lim lập một hat-trick trong chiến thắng 5–1 trước Gyeongnam. Anh kết thúc mùa giải với tư cách cầu thủ ghi nhiều bàn thắng nhất Ipark với 9 bàn thắng. Trong mùa giải K League 2014 1, một lần nữa Lim là vua phá lưới của câu lạc bộ với 11 bàn. Anh cũng có mặt trong 'Đội hình tiêu biểu' mùa giải 2014.
Lim gia nhập đội bóng quân đội Sangju Sangmu mùa giải 2015 để thực hiện nghĩa vụ quân sự.

## Sự nghiệp quốc tế
Ngày 14 tháng 8 năm 2013 Lim ra mắt cho đội tuyển quốc gia Hàn Quốc trong trận giao hữu hòa 0–0 trước Peru. Anh vào sân từ ghế dự bị, thay cho Yun Il-Lok ở phút thứ 57.

## Thống kê sự nghiệp câu lạc bộ
Tính đến 4 tháng 12 năm 2017
| Thành tích câu lạc bộ | Thành tích câu lạc bộ | Thành tích câu lạc bộ | Giải vô địch | Giải vô địch | Cúp     | Cúp       | Cúp Liên đoàn | Cúp Liên đoàn | Liên lục địa | Liên lục địa | Tổng cộng | Tổng cộng |
| Mùa giải              | Câu lạc bộ            | Giải vô địch          | Số trận      | Bàn thắng    | Số trận | Bàn thắng | Số trận       | Bàn thắng     | Số trận      | Bàn thắng    | Số trận   | Bàn thắng |
| Hàn Quốc              | Hàn Quốc              | Hàn Quốc              | Giải vô địch | Giải vô địch | Cúp KFA | Cúp KFA   | Cúp Liên đoàn | Cúp Liên đoàn | Châu Á       | Châu Á       | Tổng cộng | Tổng cộng |
| --------------------- | --------------------- | --------------------- | ------------ | ------------ | ------- | --------- | ------------- | ------------- | ------------ | ------------ | --------- | --------- |
| 2009                  | Jeonbuk               | K League 1            | 5            | 1            | 1       | 0         | 1             | 0             | 1            | 1            | 8         | 2         |
| 2010                  | Jeonbuk               | K League 1            | 7            | 0            | 2       | 3         | 1             | 0             | 4            | 1            | 14        | 4         |
| 2011                  | Busan                 | K League 1            | 28           | 9            | 2       | 0         | 6             | 1             | -            | -            | 36        | 10        |
| 2012                  | Busan                 | K League 1            | 39           | 3            | 6       | 1         | -             | -             | -            | -            | 45        | 4         |
| 2013                  | Busan                 | K League 1            | 36           | 9            | 4       | 1         | -             | -             | -            | -            | 40        | 10        |
| 2014                  | Busan                 | K League 1            | 35           | 11           | 3       | 1         | -             | -             | -            | -            | 38        | 12        |
| 2015                  | Sangju                | K League 2            | 34           | 12           | 0       | 0         | -             | -             | -            | -            | 34        | 12        |
| 2016                  | Sangju                | K League 1            | 25           | 8            | 0       | 0         | -             | -             | -            | -            | 25        | 8         |
| 2016                  | Busan                 | K League 2            | 8            | 1            | 0       | 0         | 0             | 0             | 0            | 0            | 8         | 1         |
| 2017                  | Busan                 | K League 2            | 30           | 6            | 3       | 0         | 0             | 0             | 0            | 0            | 33        | 6         |
| Tổng cộng sự nghiệp   | Tổng cộng sự nghiệp   | Tổng cộng sự nghiệp   | 247          | 60           | 21      | 6         | 8             | 1             | 5            | 2            | 281       | 69        |